# Чиняков, Алексей Григорьевич
Алексей Григорьевич Чиняков (1902, село Санское, Спасский уезд Рязанской губернии — 29 августа 1967, Москва) — советский архитектор, историк русской архитектуры, кандидат архитектуры, член Союза архитекторов СССР, редактор сборников «Архитектурное наследство».

## Биография
Алексей Чиняков родился в 1902 году в селе Санское, Спасского уезда Рязанской губернии в семье крестьян. После окончания сельской школы поступил в Рязанскую гимназию. В 1917 году, не окончив обучение, переехал в Минусинск, где в 1920 году вступил в ВЛКСМ. До 1924 года находился на комсомольской работе в Минусинске, Урянхайском крае и Красноярске. В 1922 году принят в ВКП(б), а в 1924—1928 годах служил в Красной армии в должности политрука роты.
В 1928 году поступил на архитектурный факультет Томского технологического института. В 1931 году был направлен в США для продолжения образования. Первоначально обучался в Гарвардском университете, а позже в Массачусетском технологическом институте, окончив его архитектурно-строительный факультет в 1934 году и получив степень бакалавра архитектурно-строительных наук.
Вернувшись в СССР Алексей Чиняков с 1935 по 1946 год работал в архитектурно-проектной мастерской братьев Весниных. За время работы принимал участие в проектировании санатория Наркомтяжпрома в Кисловодске, завода им. Лихачёва, Второго дома Совнаркома СССР в Москве, в реконструкции Постоянной строительной выставки, Павелецкого вокзала и других проектах.
В студенческие годы архитектор увлёкся историей архитектуры, ознакомившись во время обучения не только с модернистской архитектурой США, но и с памятниками классической архитектуры Новой Англии и Восточных штатов. С 1946 года Алексей Чиняков работал в Институте истории и теории архитектуры Академии архитектуры СССР в должности старшего научного сотрудника, а позже возглавил сектор истории русской архитектуры.
Среди научных трудов Алексея Чинякова выделялись: глава, освещавшая период 1470—1700 годов, в «Истории русской архитектуры» (издания 1951 и 1956 годов), за которую архитектор в 1954 году получил учёную степень кандидата архитектуры; вводные статьи к шести выпускам увража «Русское зодчество»; исследования о Преображенском соборе в Переславле-Залесском, памятниках архитектуры Измайлова, церкви Воскресения Сгонного в Рязани и особенностях русского градостроительного искусства; глава VI тома «Всеобщей истории архитектуры» о русской архитектуре 2-й пол. XV — XVII века.
В последние годы жизни занимался историей советской архитектуры, в частности творчеством братьев Весниных, о которых написал монографию. Скончался 29 августа 1967 года.